# 名古屋市立天白中学校
名古屋市立天白中学校（なごやしりつ てんぱくちゅうがっこう）は、愛知県名古屋市天白区池場五丁目にある、公立中学校。通称は「天中」。

## 沿革
- 1947年（昭和22年）4月1日 - 愛知郡天白村立天白中学校として、同村立天白小学校の一部を間借りして開校[1]。
- 1952年（昭和27年）
  - 10月 - 天白村立天白青年学校予定地であった現在地に校舎完成[1]。
  - 11月 - 全国優良施設校最優秀校として、文部省表彰を受賞[1]。
- 1955年（昭和30年）4月 - 天白村が名古屋市に編入されたことに伴い、名古屋市立天白中学校と改称[1]。
- 1959年（昭和34年）9月 - 伊勢湾台風で学校施設に被害[1]。
- 1973年（昭和48年）4月 - 分校（現在の名古屋市立御幸山中学校）を開設[1]。
- 1974年（昭和49年）4月 - 分校が名古屋市立御幸山中学校として独立開校[1]。
- 1975年（昭和50年）
  - 1月 - 分校（現在の名古屋市立久方中学校。同年4月に独立開校）を開設[1]。
  - 4月 - 分校（現在の名古屋市立平針中学校）を開設[1]。
- 1976年（昭和51年）4月 - 分校が名古屋市立平針中学校として独立開校[1]。
- 1977年（昭和52年）4月 - 障害児学級（精神薄弱学級）を開設[1]。
- 1980年（昭和55年）4月 - 名古屋市立南天白中学校が分離開校[1]。
- 1982年（昭和57年）4月 - 障害児学級（情緒障害学級）を開設[1]。
- 1984年（昭和59年）4月 - 名古屋市立植田中学校が分離開校[1]。
- 2004年（平成16年）11月 - 名古屋市学校保健優良校として表彰を受ける[1]。

## 歴代校長
1. 1947年（昭和22年）4月 - 佐藤健次[2]
2. 1948年（昭和23年）6月 - 人見武[2]
3. 1961年（昭和36年）6月 - 水野定三[3]
4. 1965年（昭和40年）6月 - 北島政春[3]
5. 外山泰二[4]
6. 青山寛[4]
7. 大屋勇[4]
8. 佐久間孝三[4]
9. 横井鋭三[5]
10. 松田榮治[5]
11. 加藤四郎[6]
12. 池田文男[6]
13. 伊藤宏夫[6]
14. 吉田光武[7]
15. 横井規子[7]
16. 廣瀬俊英[7]
17. 安藤基泰
18. 飯田仁

## 学区
名古屋市立天白小学校、名古屋市立山根小学校の各学区。

## 部活動
すべて男女共に入部可能である。

### 運動部
- バレーボール部（顧問がいなくなったことに伴い廃部）
- バスケットボール部
- サッカー部
- ソフトテニス部
- 野球部

### 文化部
- 吹奏楽部
- 読書部

## 著名な卒業生
- 碧野圭（小説家）
- 松濤まり（アナウンサー）
- 七原浩平（配信者）

## 地理

### 学区内の河川
- 天白川
- 地蔵川

### 周辺施設
- 天白公園
- 名古屋市天白図書館
- 天白スポーツセンター
- 天白児童館
- 天白福祉会館
- 名古屋市立天白小学校

## 交通
- 名古屋市営バス「天白中学校前」バス停下車、徒歩で約5分[8]。
- 名古屋市営地下鉄鶴舞線 植田駅下車、徒歩で約25分[8]。